# Sugar & Spice
Sugar & Spice ist eine US-amerikanische Filmkomödie von Francine McDougall aus dem Jahr 2001.

## Handlung
Die befreundeten Diane Weston, Kansas Hill, Hannah Wald, Lucy Whitman und Cleo Miller sind Cheerleader an einer High School. Sie gehören dem Team A an, das von Diane Weston angeführt wird. Die Mädchen sind den Feindseligkeiten der dem Team B angehörenden Lisa Janusch ausgesetzt.
Weston geht mit Jack Bartlett, dem Quarterback des Footballteams, aus und wird von ihm schwanger, und das Pärchen wird von den Eltern verstoßen. Da die Mädchen Geld für Diane brauchen, beschließen sie, eine Bank in ihrer Stadt auszurauben. Eines der Mädchen will zuerst nicht mitmachen, es erscheint jedoch am Ort des Verbrechens zu verabredeter Zeit.
Die Mädchen benutzen einen bestimmten Stunt, um an die Beobachtungskamera zu kommen und sie funktionsunfähig zu machen. Die zufällig anwesende Janusch bemerkt leise, dass das springende Mädchen von drei und nicht von nur zwei anderen gesichert werden sollte. Etwas später werden die Mädchen in der Schule verhaftet; in diesem Augenblick überreicht Janusch den Mädchen ein Schreiben der American Association of Cheerleading, in dem das Team A wegen der ungenügenden Sicherung disqualifiziert wird.
Die Mädchen suchen nach einem Ausweg und versprechen Janusch – die Zeugin der Ermittlungsbehörden ist – die Stellung des Captain vom Teams A. Daraufhin widerruft Janusch ihre Aussage, und die Mädchen werden freigelassen.

## Kritiken
James Berardinelli schrieb auf ReelViews, der Film biete mehr Pointen als Weil ich ein Mädchen bin oder Girls United. Er verhöhne sämtliche Aspekte des High-School-Lebens. Manchmal wirke er „clever“, manchmal „doof“.
Das Lexikon des internationalen Films meinte: „High-School-Komödie, die zahlreiche Klischees und abgehangene Gags des Genres bemüht, dabei weder witzig ist noch je das System von Gewinnern und Verlierern in der Hackordnung von Schule und Gesellschaft in Frage stellt.“

## Hintergrund
Der Film wurde in diversen Orten in Minnesota gedreht. Seine Produktionskosten betrugen schätzungsweise 11 Millionen US-Dollar. Der Film spielte in den Kinos der USA ca. 13,3 Millionen US-Dollar ein.